# هومر اس. فرگوسن
هومر ساموئل فرگوسن (به انگلیسی: Homer Samuel Ferguson) سناتور سابق عضو حزب جمهوری‌خواه ایالات متحده آمریکا بود. وی در سال ۱۹۴۳ تا ۱۹۵۵ میلادی سناتور ایالت میشیگان در سنای ایالات متحده آمریکا بود.